# Helpe
De Grote Helpe (Frans: Helpe Majeure) en de Kleine Helpe (Frans: Helpe Mineure) zijn twee zijrivieren van de Samber in het stroomgebied van de Maas, in de Franse regio Hauts-de-France.
Gemeenten met Helpe in de naam: Avesnes-sur-Helpe, Boulogne-sur-Helpe, Dompierre-sur-Helpe, Saint-Hilaire-sur-Helpe.

## Grote Helpe
De Grote Helpe is 67 km lang, ontspringt vlak bij de Belgische grens tussen Ohain en Momignies, en stroomt langs Eppe-Sauvage, via het Meer van Joly, Liessies, Avesnes-sur-Helpe en  Taisnières-en-Thiérache naar de Samber.

## Kleine Helpe
De Kleine Helpe is 51 km lang, ontspringt ook bij Ohain, en stroomt langs Fourmies, Étrœungt, en Maroilles naar de Samber.